# Crematogaster lineolata
Crematogaster lineolata es una especie de hormiga acróbata del género Crematogaster, familia Formicidae. Fue descrita científicamente por Say en 1836.
Se distribuye por América del Norte, en Canadá, México y los Estados Unidos (Massachusetts). Se ha encontrado a elevaciones que van desde los 5 hasta los 1981 metros de altura.
Habita principalmente en praderas de pasto corto, en bosques caducifolios, Cedrus, en mezquites y bosques frondosos. También frecuenta diversos microhábitats como rocas, hojarasca y troncos; se ha encontrado debajo de piedras y madera.

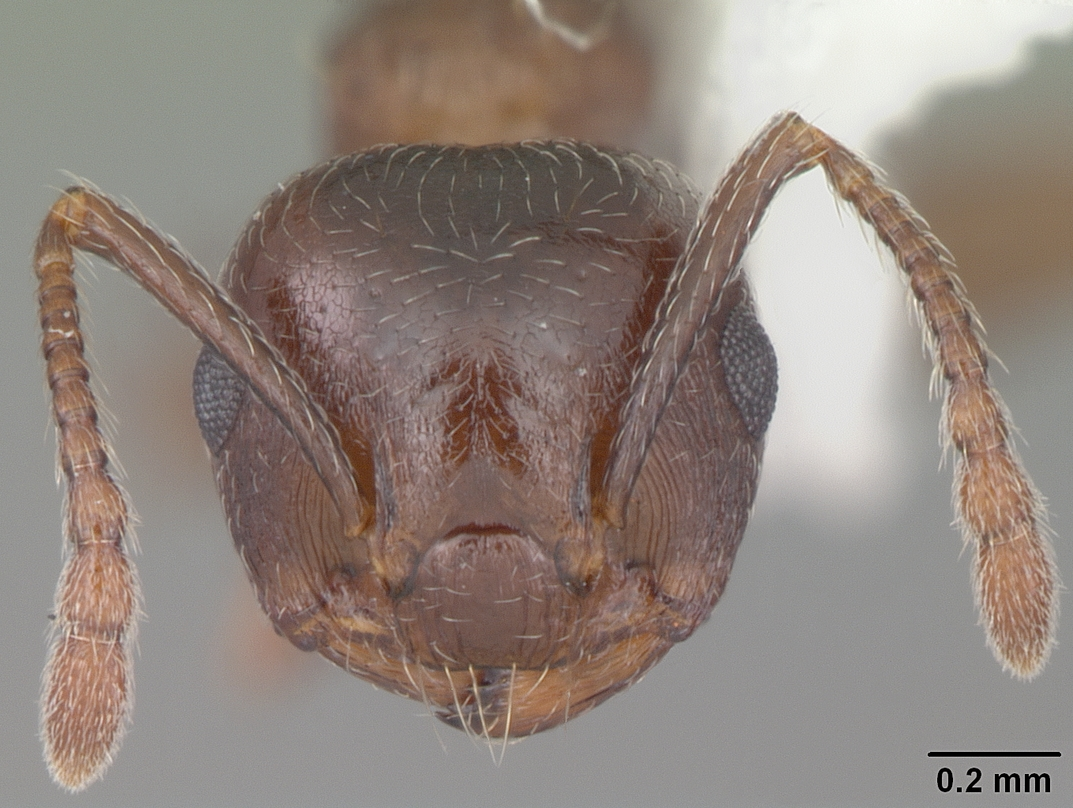
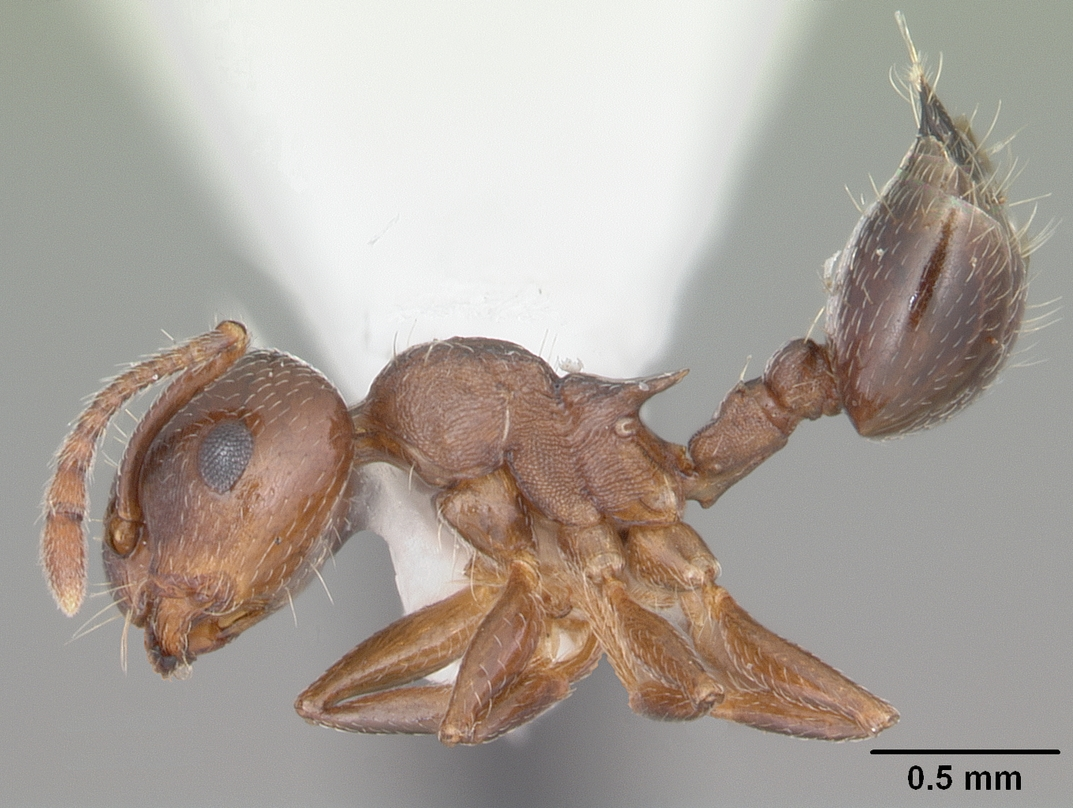
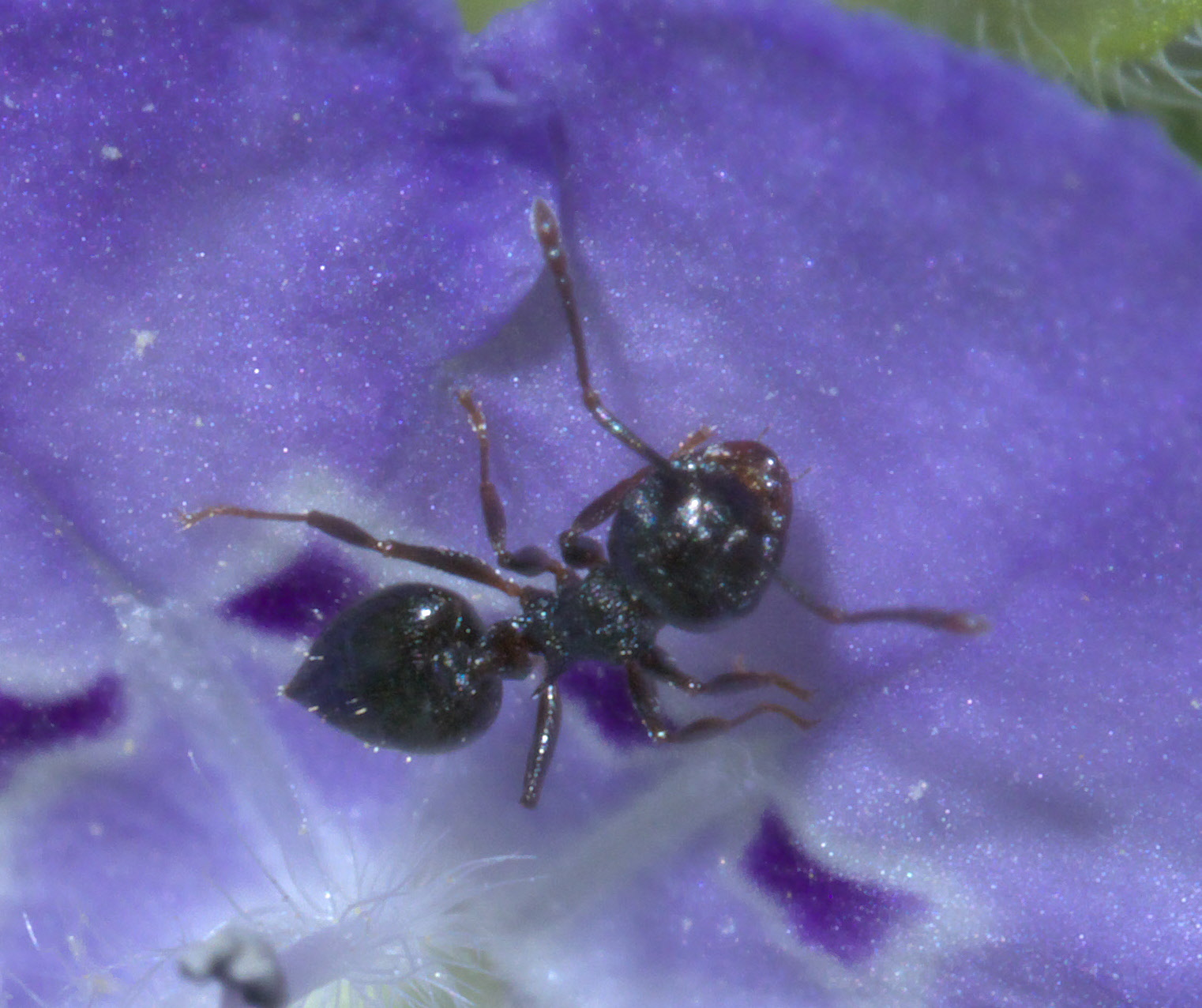
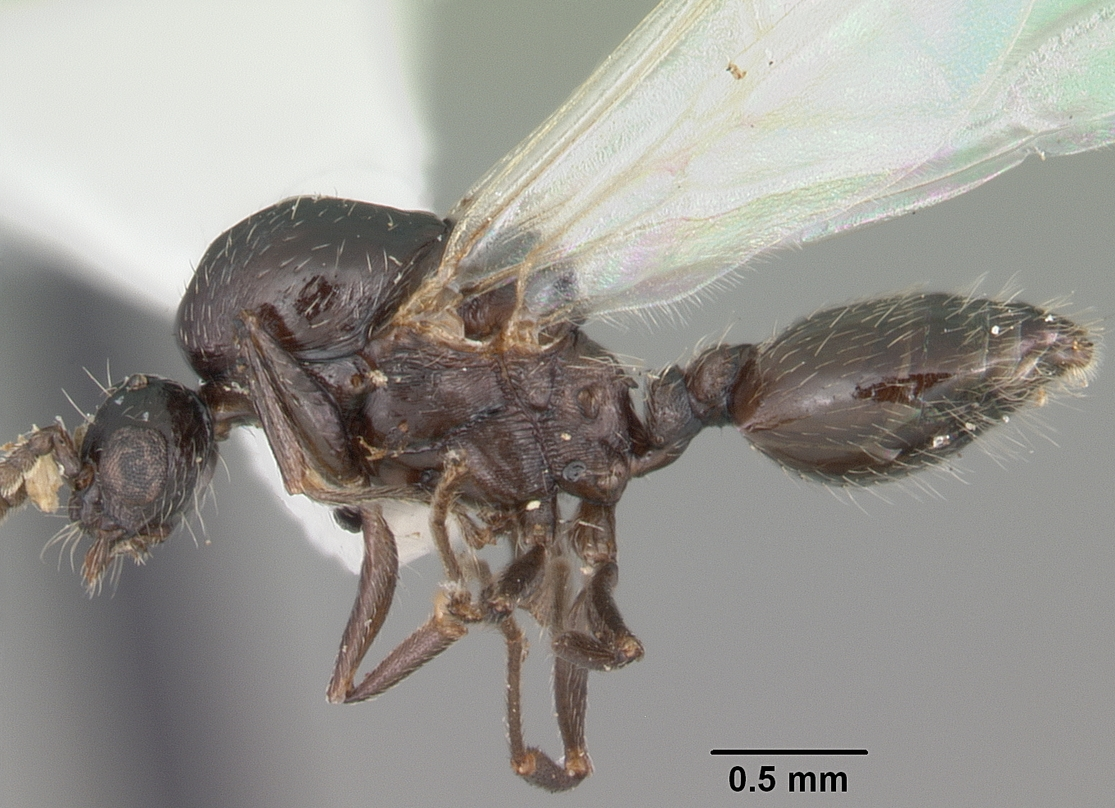